# Джон Барроу
Джон Девід Барроу (англ. John David Barrow; 29 листопада 1952, Лондон — 27 вересня 2020) — англійський фізик-теоретик, космолог, професор математичних наук у Кембриджському університеті, письменник, член Королівського товариства та популяризатор науки.

## Біографія
Народився 29 листопада 1952 року у Лондоні. Навчався в граматичній школі Ілінга для хлопчиків, де, крім наук, захоплювався спортом і навіть побував на перегляді у футбольному клубі «Челсі». 
У 1974 році закінчив Даремський університет, де вивчав математику та фізику. 
У 1977 році отримав докторський ступінь в Оксфордському університеті, де під керівництвом Денніса Сіами захистив дисертацію про неоднорідні космологічні моделі. Працював молодшим науковим співробітником в оксфордському коледжі Крайст-черч та постдоком у Каліфорнійському університеті в Берклі, де плідно співпрацював із Джозефом Силком та написав спільно з ним свою першу науково-популярну книгу. 
В 1981 отримав місце лектора в Астрономічному центрі Університету Сассекса, де з 1989 був професором, а з 1995 — директором. 
У 1999 році став професором математичних наук у коледжі Клер Холл Кембриджського університету та директором Millennium Mathematics Project — програми підтримки математичної освіти та популяризації математики в суспільстві. Одночасно працював у Греш-коледжі — спочатку професором астрономії (2003-2007), а згодом — геометрії (2008-2011).
Наукові роботи присвячені космології та астрофізиці. Один із піонерів використання методів теорії динамічних систем для опису поведінки космологічних моделей, у тому числі неоднорідних та анізотропних. Досліджував механізми згладжування неоднорідностей у ранньому Всесвіті, зокрема динаміку космічної інфляції, у тому числі в рамках узагальнень теорії гравітації. Займався проблемами асиметрії між матерією та антиматерією у Всесвіті та природи темної матерії, теорією чорних дірок, походженням галактик. Вивчав можливість експериментального виявлення зміни постійної тонкої структури з часом. Цікавився філософськими проблемами космології, розвивав та пропагував антропний принцип для пояснення того факту, що фундаментальні константи фізики «дозволяють» виникнення життя; 1986 року разом із Френком Типлером опублікував класичну монографію на цю тему.
Активно займався популяризацією науки. Написав понад десяток науково-популярних книг, перекладених 28 мовами. Виступав по радіо та з публічними лекціями, у тому числі у резиденції британських прем'єр-міністрів та у Ватикані. Написав п'єсу «Нескінченності», яка була 2002 року поставлена в Мілані та отримала італійську театральну премію.
Помер 26 вересня 2020 року в Кембриджі від колоректального раку, залишивши після себе дружину Елізабет, двох синів, доньку та шістьох онуків.

## Нагороди та відзнаки
- Гіффордська лекція (1988)
- Член Королівського астрономічного товариства (1998)
- Член Інституту фізики (1998)
- Член Королівського товариства мистецтв (1999)
- Темплтонівська премія (2006)
- Премія Майкла Фарадея (2008)
- Медаль Кельвіна (2009)
- Медаль та премія Дірака (2015)
- Золота медаль Королівського астрономічного товариства (2016)
- Член Папської академії наук (2020)

1. ↑  Deutsche Nationalbibliothek Record #118199889 // Gemeinsame Normdatei — 2012—2016.
2. ↑  SNAC — 2010.
3. ↑  Durrani M. Barrow lifts religion prize — Physics World, 2006.
4. 1 2 3 4 5 6  https://www.scientificamerican.com/article/in-memoriam-john-d-barrow/
5. 1 2  https://www.faraday.cam.ac.uk/news/professor-john-barrow-frs/
6. ↑  https://www.ilmessaggero.it/scienza/addio_a_john_barrow_cosmologo_e_divulgatore_aveva_67_anni-5488614.html
7. 1 2 3 4 5 6  Чеська національна авторитетна база даних
8. ↑  Математичний генеалогічний проєкт — 1997.
9. ↑  Bibliothèque nationale de France BNF: платформа відкритих даних — 2011.
10. ↑  https://www.ae-info.org/ae/User/Barrow_John